# Men in Black: Alien Attack
Pour les articles homonymes, voir Men in Black.
Men in Black: Alien Attack est une attraction de type parcours scénique interactif située à Universal Studios Florida inspirée par le film Men in black.
Le bâtiment qui abrite l’attraction est inspiré du pavillon de la Foire internationale de New York 1964-1965.

## Concept et opération
Les passagers sont équipés de pistolets laser. Après une phase d'entraînement sous l’œil avisé de Zed (qui est joué par Rip Torn). Les visiteurs sont ensuite informés que la ville de New York vient d’être envahie par les aliens.
Les visiteurs prennent place dans des wagons individuels de six places placés sur 2 parcours jumelé. Ces wagons avancent de manière coordonnées et peuvent tourner sur eux-mêmes à 360 degrés. Pendant le trajet, les passagers parcourent différentes scènes, dans lesquelles il y a 120 animatroniques, qui représentent les aliens. Les passagers tirent sur les aliens avec leur pistolet laser pour accumuler des points. Ils peuvent également à plusieurs reprises tirer sur le véhicule adverse afin de le faire tourner très vite sur lui-même et lui "voler" des points. Un bouton rouge est présent à bord du véhicule et provoque la perte de points à qui ose y appuyer dessus mais fait gagner un gros bonus si on y appui lorsque l'on y est invité vers la dernière partie du parcours. Le score final est affiché à la fin de l'attraction. Pendant le parcours, sur des écrans l'agent J, joué par Will Smith commente les scores. Finalement, les passagers sortent du bâtiment en passant par un magasin Men in Black.

## Galerie

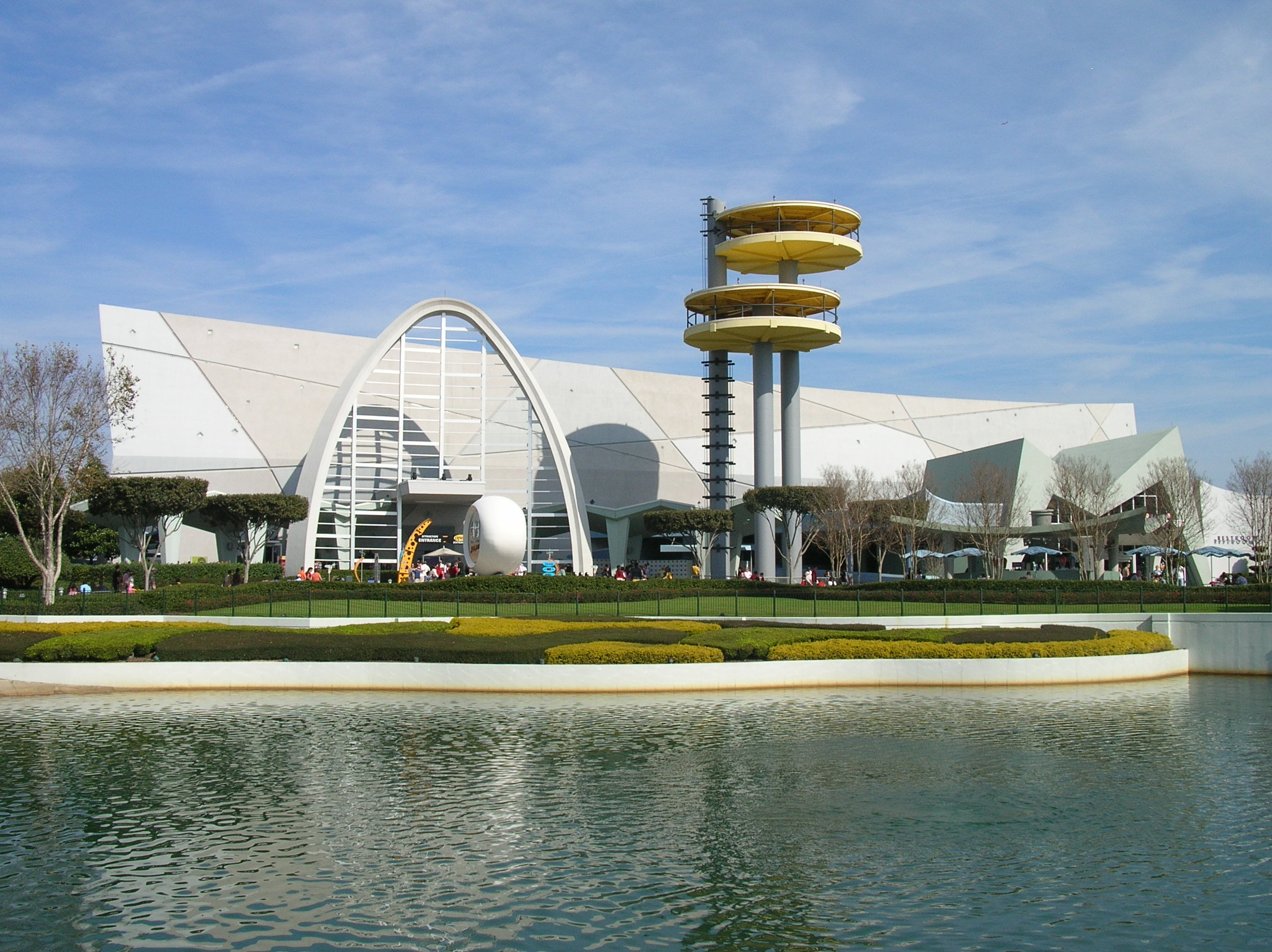
Bâtiment abritant l'attraction.
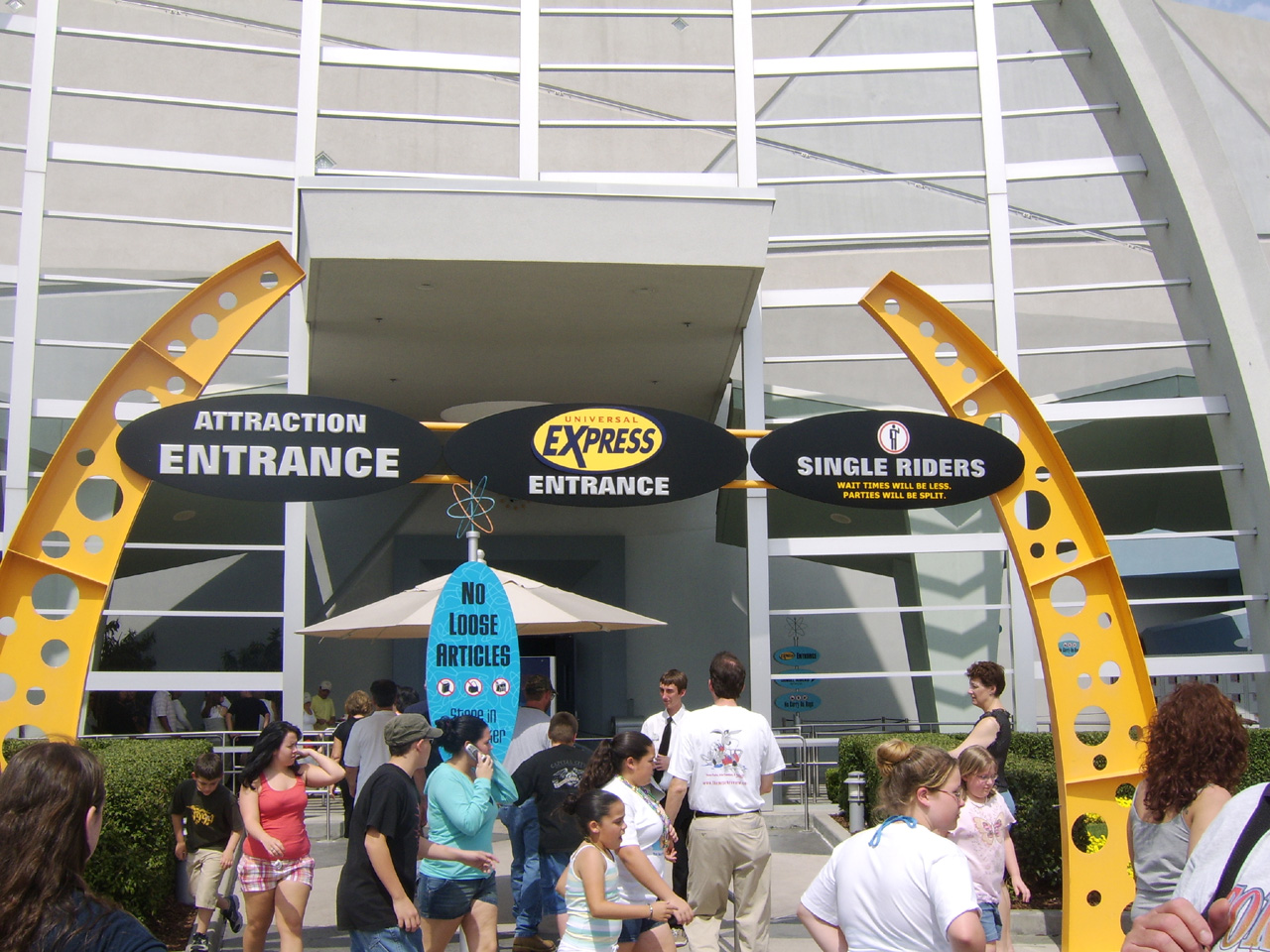
Entrée de l'attraction.
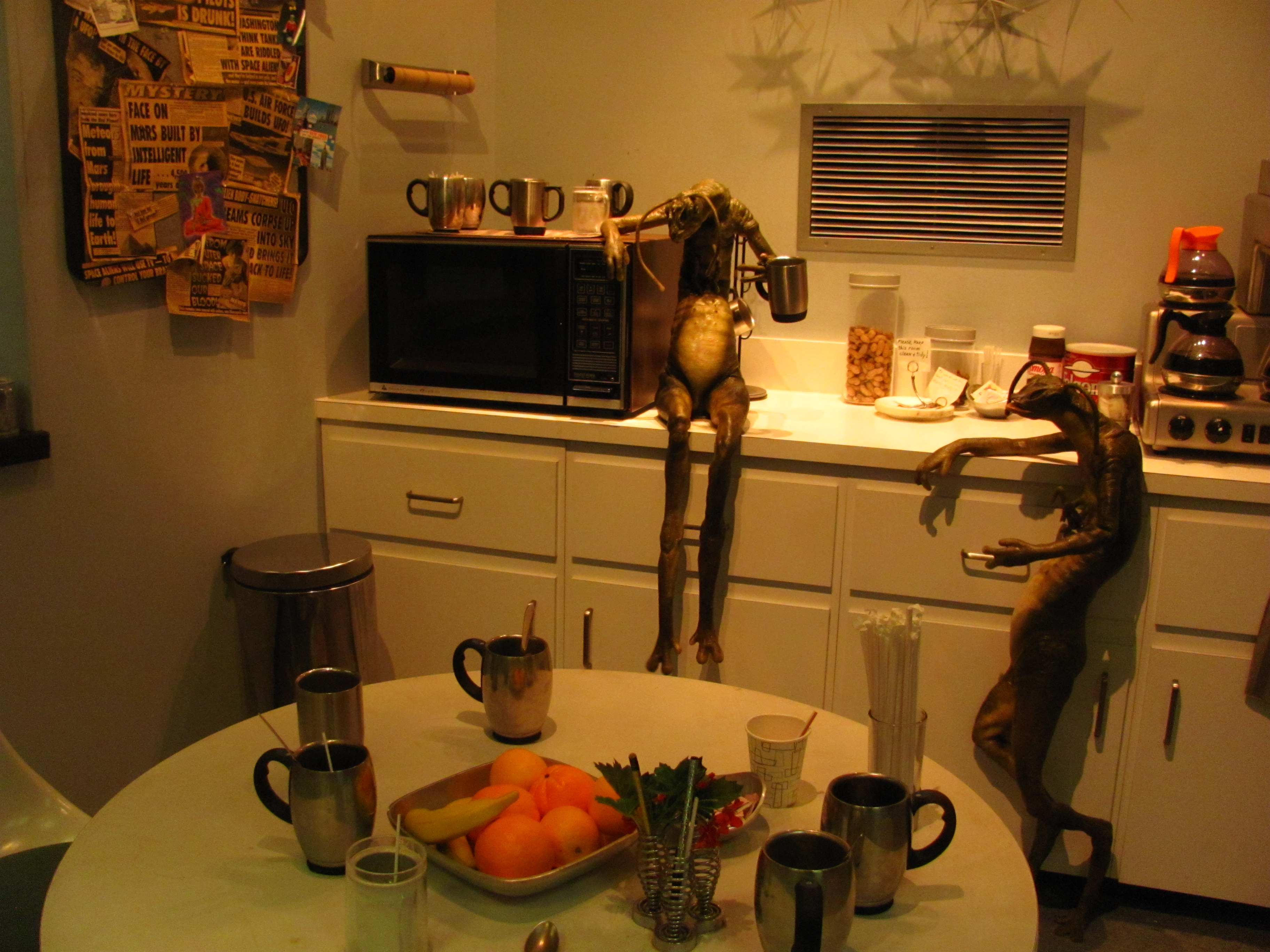
Scène pendant la file d'attente.
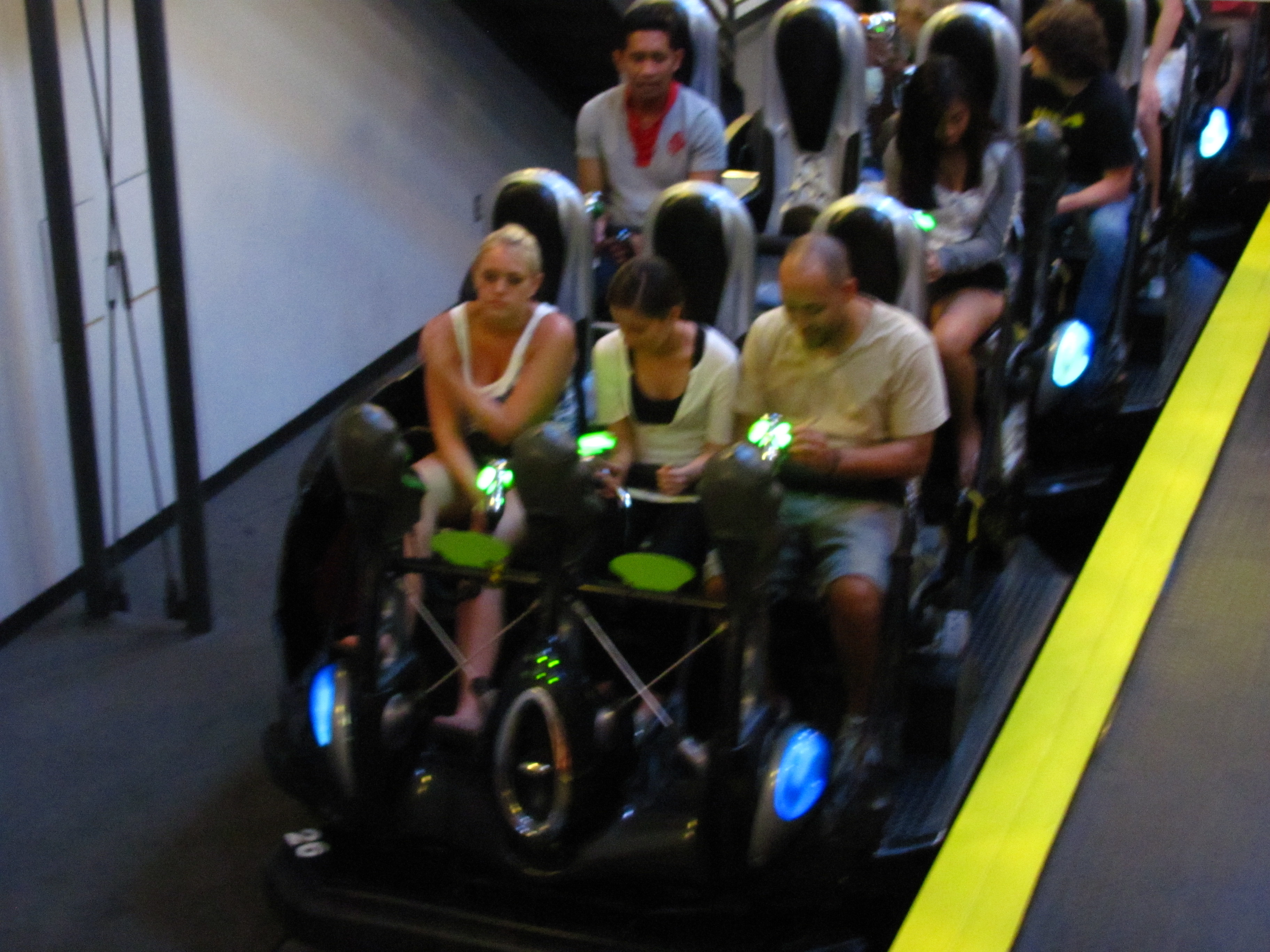
Véhicules de l'attraction.